# Atarba williamsi
Atarba williamsi är en tvåvingeart som beskrevs av Günther Theischinger 1994. Atarba williamsi ingår i släktet Atarba och familjen småharkrankar. Inga underarter finns listade i Catalogue of Life.